# Muret
Muret (em gascão occitano, Murèth), é uma comuna francesa situada no departamento de Haute-Garonne e na região de Occitânia.
Seus habitantes são denominados les Muretains.

## Universidade
- École nationale de l'aviation civile

## Cidades-irmãs
- Monzón (Espanha)